# Thomas Fitzsimons
Thomas Fitzsimons (Ballikilty  (Ierland), 1741 – Philadelphia (Pennsylvania), 26 augustus 1811) was een Amerikaans politicus. Hij vertegenwoordigde de staat Pennsylvania in het Continental Congress, de Constitutional Convention en het Amerikaans Congres.

## Levensloop
Fitzsimons werd ergens rond oktober 1741 geboren in Ierland. In de jaren vijftig emigreerde zijn familie naar Philadelphia, waar zijn vader na korte tijd overleed. Fitzsimons had zelf genoeg onderwijs genoten om als klerk te gaan werken in een handelshuis. Hij leerde Catherine Mead kennen en trouwde met haar. Samen met haar broer George zette Fitzsimons een handelsmaatschappij op die vooral in West-Indië actief was. Daarmee verdiende hij veel geld.
De jonge handelaar werd echter getroffen door de handelsbeperkingen die Groot-Brittannië oplegde, waaronder de beruchte Stamp Act. Fitzsimons was bezorgd daarover en begaf zich steeds meer in patriottische kringen. Toen de staat Pennsylvania overging tot het opzetten van een militie voegde hij zich daarbij. Hij kreeg de rang van kapitein. Later in de oorlog hielp Fitzsimons met het opzetten van een eigen marine voor Pennsylvania. Op die manier konden de Britten ook op zee bevochten worden.
Namens Pennsylvania werd Fitzsimons in 1782 afgevaardigd naar het Continental Congress. Ook was hij in 1786 en 1787 lid van het Huis van Afgevaardigden van die staat. Vandaar uit werd hij in 1887 afgevaardigd naar het Constitutional Congress. Hoewel hij zich niet heel erg roerde was hij voorstander van een sterke overheid, de mogelijkheid voor het Congres om import of export te belasten en juist een tegenstander van de slavernij. Samen met Daniel Caroll was hij een van de twee rooms-katholieken die de grondwet ondertekenden.
Fitzsimons werd verkozen in het eerste Huis van Afgevaardigden. In 1794 werd hij bij de verkiezingen verslagen door John Swanwick. Dat kwam met name door zijn lidmaatschap van de Federalistische Partij. Deze had veel kritiek te verduren gehad door de manier waar zij omging met de Whiskey Rebellion. Na zijn periode in de nationale politiek wijdde Fitzsimons zich vooral weer aan zaken. Hij was voorzitter van de Kamer van Koophandel van Philadelphia en directeur van de Bank of North America.
Baldwin · Bassett · Bedford · Blair · Blount · Brearley · Broom · Butler · Carroll · Clymer · Daniel · Dayton · Dickinson · Few · Fitzsimons · Franklin · Gilman · Gorham · Hamilton · Ingersoll · Johnson · King · Langdon · Livingston · Madison · McHenry · Mifflin · G. Morris · R. Morris · Paterson · C. C. Pinckney · Pinckney · Read · Rutledge · Sherman · Spaight · Washington · Williamson · Wilson
- Gemeinsame Normdatei: 1081212470
- International Standard Name Identifier: 0000 0004 4775 3106
- Library of Congress Control Number: n86085812
- Nationale Bibliotheek van Israël: 987011289474705171
- SNAC: w6d61d2v
- Biographical Directory of the United States Congress: F000178
- Virtual International Authority File: 315533352
- WorldCat: E39PBJf4f4fCWVFrfTHRdfpwYP